# Andy Marcelissen
Andy Marcelissen (Raamsdonksveer, 23 maart 1967) is een Nederlands tonprater, dichter en theatermaker.
Marcelissen was als tonprater onder meer actief op het 'Keiebijters Kletstoernooi' in Helmond. Daar won hij in 2003, 2010, 2015, 2016 en 2024 de 'Zilveren Narrenkap'.
Als theatermaker heeft hij al diverse voorstellingen op zijn naam staan. Na ‘Dichter bij het Volk’ (2013-2015), ‘Verstand op Nul’ (2016-2017), ‘Hij komt, hij komt!’ (2019-2020), staat zijn vierde programma ‘Op Verzoek’ op het programma. Hiernaast is Marcelissen conferencier, was hij te zien als tv-weerman 'Henk Huppelschoten' bij Omroep Brabant en staat hij bekend als 'Dichter des Larielands'. De laatste benaming kreeg hij van Kluun, vanwege zijn deelname (begin 2009) op het podium van het NightWriters-café van deze schrijver.